# Thời sự (Đài Truyền hình Trung ương Triều Tiên)
Thời sự (tiếng Triều Tiên: 보도), đôi khi còn được gọi là Báo cáo theo nghĩa tiếng Anh, là một chương trình thời sự tổng hợp của Đài Truyền hình Trung ương Triều Tiên.

## Thời gian phát sóng
- Thời gian phát sóng đầu tiên: 17 giờ Bình Nhưỡng (thời lượng khoảng 10 phút);
- Thời lượng phát sóng thứ hai: 20 giờ (thời lượng chương trình khoảng 25 đến 30 phút; bao gồm cả dự báo thời tiết);
- Thời gian phát sóng thứ ba: Khoảng thời gian này được gọi là "Thời sự cuối ngày" (오늘의 보도 중에서), tùy thuộc vào thời gian kết thúc của chương trình trước đó, thường được phát sóng vào khoảng 22 giờ. Thời lượng của chương trình khoảng 15 phút đến 25 phút, bao gồm cả dự báo thời tiết[1][2].

## Nội dung chương trình
| Phần                                    | Nội dung chính |
| --------------------------------------- | --- |
| Hoạt động Cách mạng của Lãnh tụ Tối cao | Thông thường đó là các hoạt động đối ngoại, thanh tra và các hoạt động khác của lãnh tụ tối cao Triều Tiên Kim Chính Ân. Nếu bản tin như vậy thực sự được phát sóng, nó sẽ được phát sóng đầu tiên trong ba bản tin thời sự chính trong ngày. Phông nền được sử dụng chính là hình ảnh núi Trường Bạch. |
| Tin tức trong nước                      | Tin tức về sản xuất và xây dựng, văn hóa và thể thao ở các vùng khác nhau của Triều Tiên. |
| Tin quốc tế                             | Thông tin thời sự quốc tế (bao gồm cả tin về Hàn Quốc), tin tức thể thao, tin COVID-19 quốc tế. |
| Dự báo thời tiết                        | Dự báo thời tiết ở các khu vực khác nhau của Triều Tiên và các vùng biển xung quanh (chẳng hạn như Biển Tây (Biển Hoàng Hải) của Triều Tiên và Biển Đông của Triều Tiên (Biển Nhật Bản)). |

## Người dẫn chương trình nổi bật
- Ri Chun-hee[3]

## Những thay đổi
Năm 2006, bản tin "Thời sự" bắt đầu thay thế phông nền xanh da trời đã được sử dụng nhiều năm bằng những bức ảnh chụp phong cảnh Bình Nhưỡng và ảnh cửa biển Tây của Triều Tiên.
Vào giữa tháng 3 năm 2012, trường quay của Đài Truyền hình Trung ương Triều Tiên đã được hiện đại hóa, với nền màu xanh da trời được làm bằng công nghệ mô phỏng hình ảnh bằng máy tính và trường quay cũng được trang bị một bộ máy nhắc chữ cho người dẫn chương trình.
Năm 2014, Đài Truyền hình Trung ương Triều Tiên lần đầu tiên sử dụng công nghệ trường quay ảo để sản xuất chương trình và thay đổi tiêu đề mở đầu.
Trong bản tin thời sự ngày 27 tháng 3 năm 2019, các đài truyền hình hiếm khi sử dụng số lượng lớn các hiệu ứng truyền hình, bao gồm các phóng viên trẻ hơn, phông nền và phông chữ ảo, quay tua nhanh thời gian và quay bằng máy bay không người lái. Sau bản tin thời sự này, truyền thông nước ngoài mô tả đây là truyền hình công nghệ cao và cho rằng nên dùng kĩ thuật này; tuy nhiên, bản tin thời sự ngày hôm sau đã quay trở lại trạng thái như ban đầu.

## Các chương trình thời sự cùng thể loại
- Aktuelle Kamera, Deutscher Fernsehfunk, Đông Đức
- Po sveta i u nas, Đài truyền hình Quốc gia Bulgaria, Bulgaria
- Thời sự, Đài Truyền hình Việt Nam, Việt Nam
- Tân Văn Liên Bố (Xinwen Lianbo), Đài Truyền hình Trung ương Trung Quốc, Trung Quốc
- Vremya (Время), Đài Truyền hình Trung ương Liên bang Xô viết, Xô Viết cũ (sau này thuộc Kênh truyền hình 1 của Nga).
- Thailand Moves Forward - ประเทศไทยก้าวไปข้างหน้า (Thời sự hoàng gia Thái), toàn bộ các kênh truyền hình Thái Lan [7]